# Конклав 1605 года (март — апрель)
Конклав марта-апреля 1605 года был созван после смерти Папы Климента VIII, и завершился избранием кардинала Алессандро Медичи Папой Львом XI. Это был первый из двух папских конклавов 1605 года. Лев XI скончался 27 апреля 1605 года, всего через двадцать шесть дней после своего избрания. Главной темой конклава был спор о том, следует ли избирать Папой кардинала Чезаре Барония, а король Испании Филипп III наложил вето на избрание как Барония, так и победившего в итоге конечном кандидата, Медичи.

## Предыстория

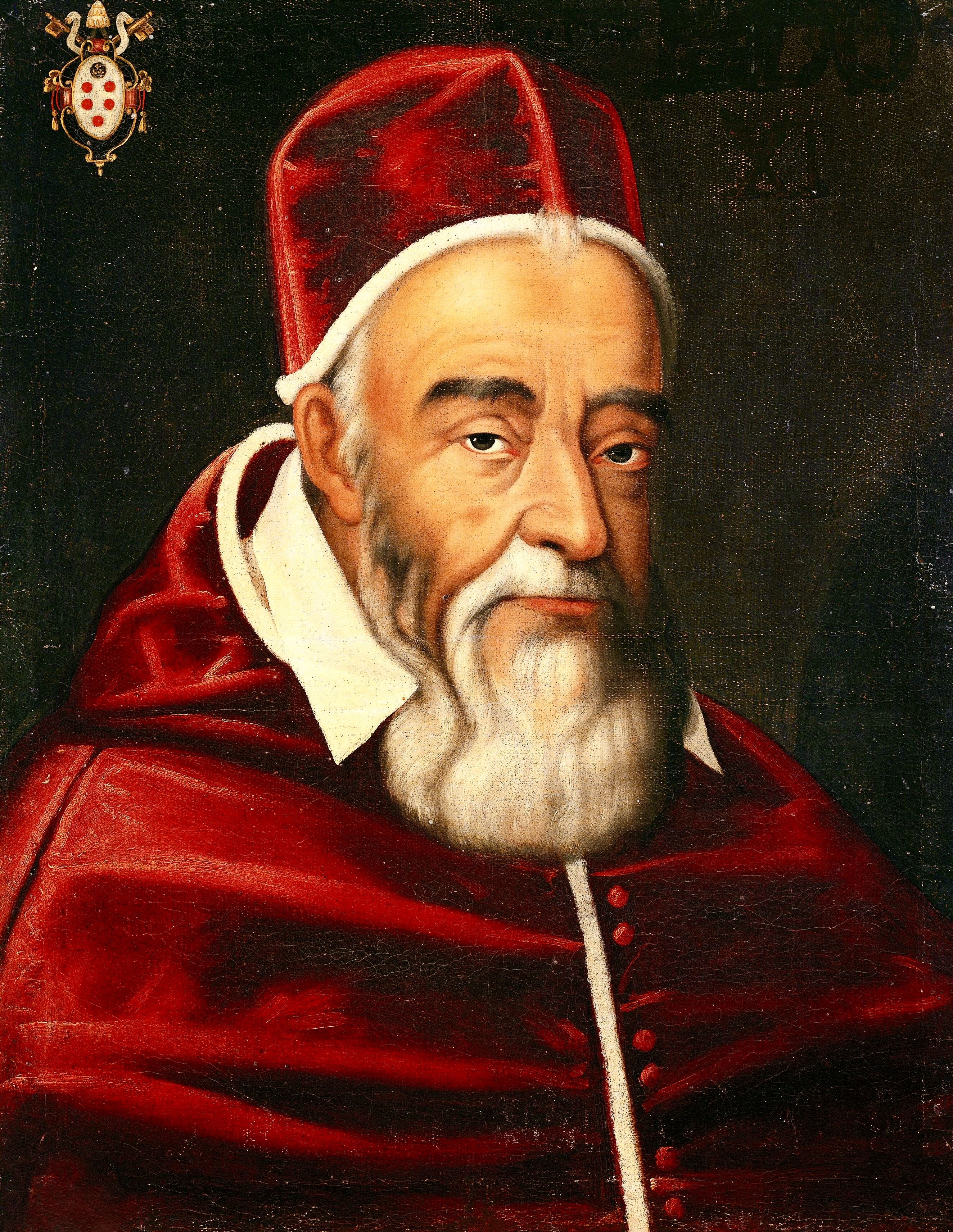
Папа Лев XI

17 сентября 1595 года Климент VIII принял решение французского короля Генриха IV перейти в католическую церковь, которое Генрих IV ранее принял для сохранения французской монархии, и возглавил церемонию папского отпущения грехов, снявшую с него отлучение от церкви, наложенное Сикстом V. Испанская фракция ранее выступала против этих действий Папы, но французские переговорщики обсуждали возможность раскола. Всё это, наряду с победами Генриха IV во французских религиозных войнах, преодолело сопротивление испанцев.
Климент VIII также сформировал комиссию, которая аннулировала брак Генриха IV с Маргаритой Валуа после смерти его любовницы Габриэль д’Эстре. Впоследствии Климент VIII помог организовать брак Генриха IV с Марией Медичи, обеспечивший католическое наследование престола.
Климент VIII стремился уменьшить влияние испанских кардиналов в Коллегии кардиналов, он назначил пять французских кардиналов, а назначенные им итальянские кардиналы считались нейтральными. Климент VIII хотел, чтобы назначенные им французские кардиналы присутствовали в Риме и принимали участие в управлении Церковью. Генрих IV также потребовал, чтобы трое французских кардиналов отправились в Рим, и они присутствовали при смерти Климента VIII 3 марта 1605 года.
Помимо светской политики, которая оказывала на них влияние, папские выборы в этот период были отмечены стратегией элитных семей, которые хотели обрести престиж и власть. Эти стратегии часто реализовывались на протяжении нескольких поколений через покровительство и накопление богатства, и ожидалось, что члены семьи будут одарены благосклонностью после избрания человека на папский престол.
После смерти Климента VIII между Обществом Иисуса и Доминиканским орденом возник неразрешенный спор о природе божественной благодати и свободной воли. Кардиналы, присутствовавшие на конклаве, давали клятвы, обещая быстро разрешить этот спор в случае их избрания Папой.

## Участники
В 1059 году Папа Николай II оставил право избирать Папу за кардиналами-епископами, священниками и дьяконами Рима. В 1586 году Папа Сикст V постановил, что максимальное число кардиналов должно составлять семьдесят человек. Из этих семидесяти членов Коллегия кардиналов на момент смерти Климента VIII насчитывала шестьдесят девять человек, но только шестьдесят из них присутствовали на открытии первого конклава 1605 года, а шестьдесят один выборщик присутствовал при избрании Льва XI.
На момент созыва коллегия состояла из членов, назначенных шестью разными папами: Пием IV, Сикстом V, Григорием XIII, Григорием XIV, Иннокентием IX и Климентом VIII. Из них наиболее многочисленными были кардиналы-выборщики, возведённые Климентом VIII — тридцать восемь. Иннокентий IX назначил одного выборщика конклава, Григорий XIV назначил пятерых, Сикст V — одиннадцать, Григорий XIII — четверых, а Пий IV — одного.
Пьетро Альдобрандини, кардинал-племянник Климента VIII, был выборщиком, возглавлявшим фракцию с наибольшим числом голосов: двадцать два из тридцати восьми кардиналов, созданных Климентом VIII, следовали его указаниям. Алессандро Перетти ди Монтальто, племянник Сикста V, возглавлял фракцию из восьми кардиналов. Тринадцать кардиналов-выборщиков были лояльны испанской монархии; эти выборщики и фракция, лояльная Монтальто, объединились. Помимо этих групп, восемь выборщиков образовали фракцию, лояльную французской короне.

## Конклав

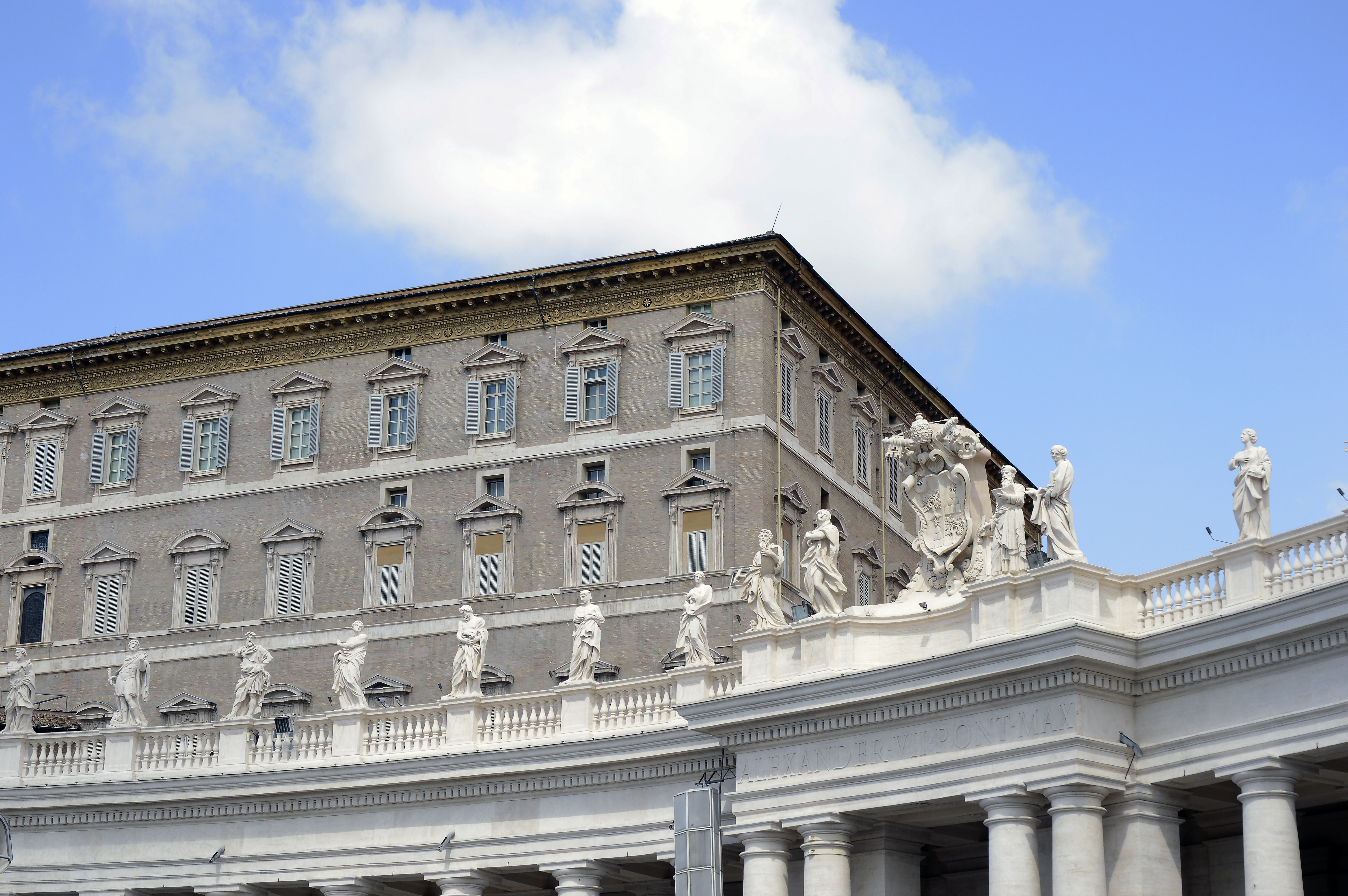
Конклав состоялся в Апостольском дворце в Риме.

Источники, относящиеся к периоду конклава, перечисляют до двадцати одного возможного кандидата, рассмотренного кардиналами, но серьёзно обсуждались на конклаве только Чезаре Бароний и Алессандро Оттавиано Медичи, которых поддерживали французы, но против которых выступали испанцы. Бароний был фаворитом среди кандидатов; шансы на его избрание составляли 10 к 100, согласно римским букмекерам, принимавшим ставки на выборы, несмотря на запрет Григория XIV. В ходе первого голосования Бароний получил 23 голоса, что было сочтено хорошим результатом, поскольку многие выборщики, поддерживавшие его, отдали свои первые голоса за друзей. Франция отдала предпочтение Баронию, которого также поддерживали французские кардиналы. Он также был основным кандидатом Пьетро Альдобрандини, племянника Климента VIII, который стремился избрать кардинала, назначенного его дядей, каким и был Бароний.
Альдобрандини через Франсуа де Жуайеза достиг соглашения с французским правительством о прекращении поддержки Антонио Марии Галло. Взамен Альдобрандини потребовал, чтобы французы не поддерживали Джироламо Бернерио и Алессандро Перетти ди Монтальто. Французы также согласились не накладывать вето на Паоло Эмилио Дзаккью, тайного кандидата Альдобрандини на этих выборах.
После результатов первого голосования кардинал Авила, представитель Филиппа III Испанского на конклаве, объявил, что Филипп наложил вето на Барония, который в томе своих «Анналов церковных», опубликованном в 1605 году, критиковал вмешательство испанских монархов в церковные дела. Это привело к тому, что испанская монархия настолько невзлюбила Барония, что публикация тома была запрещена на территории Испании. Некоторые из лояльных Испании выборщиков были недовольны исключением Барония, а Филиппо Спинелли отнесся к этому враждебно. Считалось, что Федерико Борромео и Франческо Сфорца также были возмущены накладыванием вето.
Исключение Барония Авилой привело к столкновению с Альдобрандини, кардиналы начали повышать голоса друг на друга, каждый из них заявлял, что он готов продлить конклав более чем на год, чтобы выбрать предпочтительного им кандидата. Авила и Альдобрандини снова подрались, что привело к крикам и давке; толпа снаружи ошибочно приняла это за знак избрания аккламацией и открыла двери конклава, пока он ещё продолжался.
В этот момент испанцы надеялись, что кардиналы Гевара, Колонна и Сапата прибудут до окончания конклава, чтобы пополнить их ряды, но они не прибыли. Аналогичным образом, Альдобрандини надеялся на прибытие кардинала Джиннази, который также не прибыл на конклав до его окончания. Единственным дополнительным кардиналом-выборщиком, прибывшим на конклав, был Франц фон Дитрихштейн. Антииспанская партия пыталась завоевать его поддержку для Барония, напоминая ему об услугах, которые он получил от Климента VIII, однако, в конечном итоге Джованни Андреа Дориа, Карло Гауденцио Мадруццо и Одоардо Фарнезе, все из которых были лояльны Испании, убедили его выступить против Барония.
Бароний был на расстоянии девяти голосов от избрания; тридцать два выборщика поддержали его, но он отказался отстаивать собственное избрание или принимать аккламацию. Альдобрандини не смог убедить некоторых членов своей фракции проголосовать за Барония, которого они считали слишком строгим. К 30 марта Альдобрандини смирился с необходимостью поиска других кандидатов.

## Избрание Папы Льва XI
Выборы ещё больше осложнились борьбой между фракциями, лояльными Альдобрандини и Монтальто, чьи примерно равные по численности фракции нейтрализовали друг друга. Первоначальное голосование 1 апреля дал двадцать восемь голосов за Барония и тринадцать за Медичи. Французский кардинал Франсуа де Жуайез на протяжении всего конклава добивался избрания Медичи и заручился поддержкой Монтальто для своего кандидата. Монтальто был союзником испанцев и ранее поддерживал Толомео Галльо. Жуайёз ожидал, что Альдобрандини поддержит избрание Медичи, но это произошло не сразу. Альдобрандини поддерживал Паоло Эмилио Дзаккью, но в конечном итоге перешёл на сторону Медичи. В конце концов, Альдобрандини убедили в необходимости избрания Медичи, и он перешёл на сторону Медичи, услышав, как Бароний настаивает на немедленном избрании своего соперника.
Затем Альдобрандини отправился в комнату Медичи, где собралось более двух третей выборщиков, и они избрали Медичи Папой. Медичи был родственником Марии Медичи, королевы Франции и французский король Генрих IV потратил значительные средства на поддержку его кандидатуры.
После избрания Медичи кардинал Авила сообщил, что Филипп III также наложил вето и на избрание Медичи, и выразил такой громкий протест, что его было слышно на улице. Кардиналы, избравшие Медичи, ответили, что протестовать против избрание бесполезно, поскольку кандидат уже избран Папой. После его избрания в его комнате был проведено скрутини, подтвердившее результаты. После своего избрания Медичи взял имя Лев XI в честь своего двоюродного деда Льва X. Его избрание делало Льва XI четвёртым кардиналом, назначенным Папой Григорием XIII на его консистории от 1583 года, который был избран Папой.
Избрание Льва XI было воспринято как победа Франции, поскольку он был родственником французской королевы. После его избрания сторонники французской короны праздновали на улицах Рима. Однако правление Льва XI ограничилось апрелем 1605 года: он простудился во время публичного выступления и умер 27 апреля 1605 года, через двадцать шесть дней после своего избрания.